# Labersricht

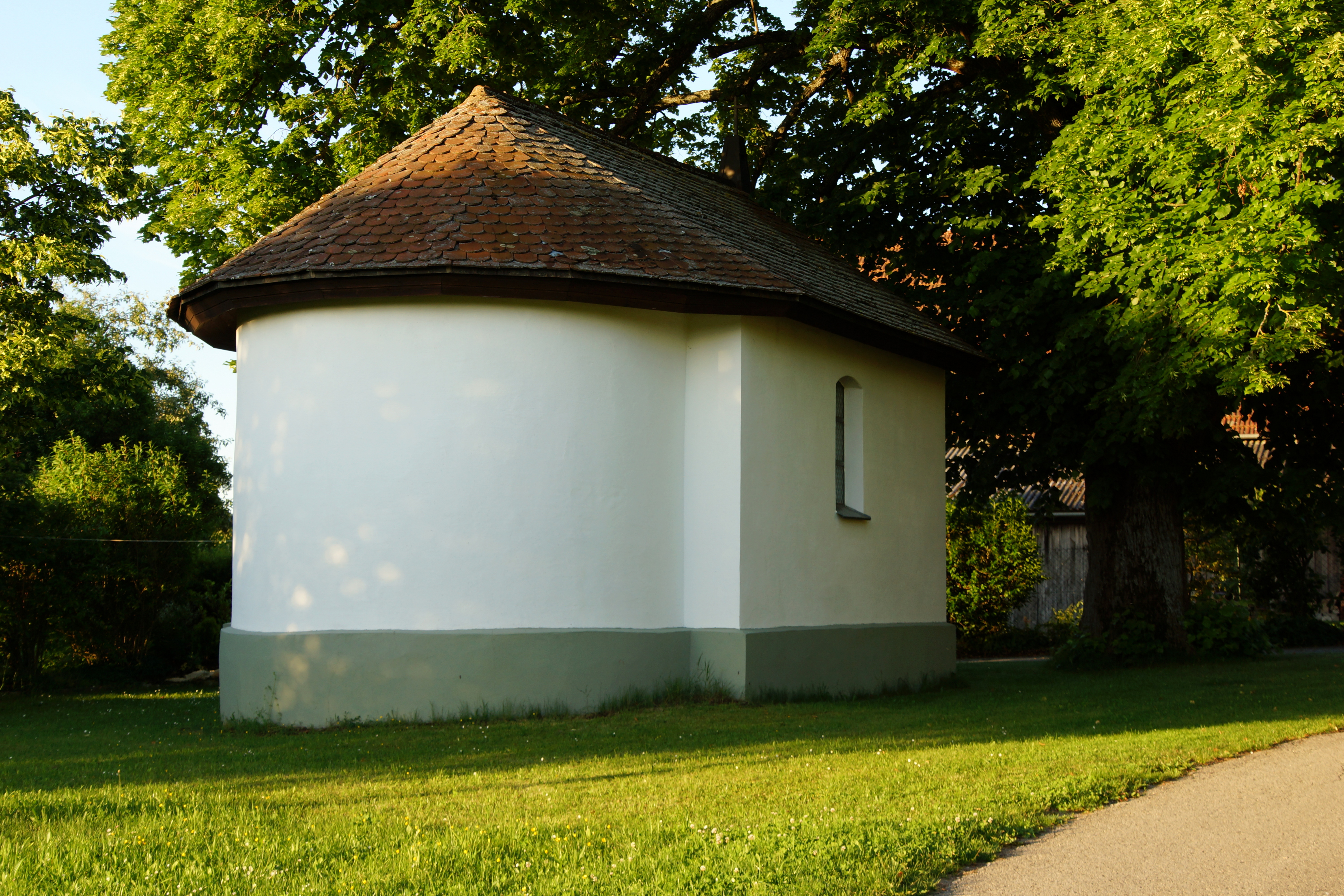
Labersricht – Marienkapelle

Labersricht ist ein Gemeindeteil der Großen Kreisstadt Neumarkt in der Oberpfalz in der gleichnamigen Gemarkung. Das Dorf Labersricht hat 278 Einwohner (Stand Dezember 2022).

## Geschichte
Das Gebiet von Labersricht war bereits in der Bronzezeit besiedelt, wie entsprechende Grabfunde belegen. So enthielt ein Hügelgrab bei Labersricht die Reste einer Frau der Mittelbronzezeit mit Schmuck.

### Ehemalige Gemeinde Labersricht
Am 1. Juli 1972 wurde die bis dahin selbstständige Gemeinde Labersricht im Rahmen der Gebietsreform in Bayern nach Neumarkt eingemeindet. Sie bestand aus sieben Orten, den Dörfern Labersricht und Schafhof, den Weilern Fuchsberg, Karhof, Ottosau und Wolfstein und der Siedlung Wolfstein auf einer Gemarkung von 557,85 Hektar. Bei der Volkszählung 1961 hatte die Gemeinde 1247 Einwohner, davon 150 im Dorf Labersricht.

## Wirtschaft
Labersricht war eine stark agrarische Klein- und Mittelbauerngemeinde am Stufenrand der Flächenalb. Der trockenere Boden der Fränkischen Alp verminderte die Möglichkeit der Viehhaltung und begünstigte eher den Ackerbau. Nebenerwerbslandwirtschaft setzte relativ spät ein.

## Soziales Leben
Der Ort verfügt über eine eigene Freiwillige Feuerwehr.

## Sehenswürdigkeiten
In der Liste der Baudenkmäler in Neumarkt in der Oberpfalz ist für Labersricht die Dorfkapelle St. Maria als einziges Baudenkmal aufgeführt.